# Cyttaria hookeri
Cyttaria hookeri är en svampart som beskrevs av Berk. 1845. Cyttaria hookeri ingår i släktet Cyttaria och familjen Cyttariaceae.   Inga underarter finns listade i Catalogue of Life.